# کاترین پلانکت
کاترین پلانکت (انگلیسی: Katherine Plunket؛ ‏ ۲۲ نوامبر ۱۸۲۰ – ۱۴ اکتبر ۱۹۳۲) یک اشراف‌زاده انگلیسی-ایرلندی و تصویرگر گیاه‌شناسی اهل بالیمتسکانلن واقع در شهرستان لوث در جمهوری ایرلند بود. وی تصویرگر و نقاش پرکاری در حوزهٔ گیاه‌شناسی  و مسن‌ترین فردی بود که در ایرلند زاده شد و از دنیا رفت و چهارمین شهروند مسن ایرلندی از لحاظ طول عمر در ایرلند است که ۱۱۱ سال و ۳۲۷ روز زندگی کرد.

## زندگی‌نامه
پلانکت در کیلساران، نزدیک بالیمتسکانلن در شهرستان شهرستان لوث در جمهوری ایرلند (در آن زمان بخشی از بریتانیا، قبل از پیمان انگلیس و ایرلند در سال ۱۹۲۱ بود) به دنیا آمد. او بزرگ‌ترین فرزند از شش فرزندی بود که یکی از آنها در دوران شیرخوارگی درگذشت و همچنین نوه ویلیام پلانکت، اولین بارون پلانکت، لرد صدراعظم ایرلند بود. پدرش توماس پلانکت، دومین بارون پلانکت (۱۷۹۲–۱۸۶۶)، زمانی که او به دنیا آمد، روحانی جوان کلیسای ایرلند بود و بعداً اسقف توآم، کیلالا و آچونری شد. نام کاترین پلونکت در کتاب‌ها و فهرست‌های گوناگونی حاوی نام اشراف و اعیان آن دوره از جمله ویتاکرها دیده می‌شود.
مادرش لوئیزا جین فاستر (۲۲ نوامبر ۱۷۹۴–۱۴ ژانویه ۱۸۹۳؛ ازدواج در ۲۶ اکتبر ۱۸۱۹ در کیلسارن) دومین دختر ربکا مک‌کلور و جان ویلیام فاستر اهل فانوالی در شهرستان لوث نمایندهٔ مجلس برای منطقهٔ دانلیر و از اقوام ارل کلرمونت  بود. عموزاده‌های نسل اول و دوم او اعضای سه لقبه از طبقهٔ اشراف ایرلندی بود. او در ۱۳ دسامبر ۱۸۲۰ به عنوان کاترین پلانکت در کلیسای کیلساران انگلیکان غسل تعمید داده شد، اگرچه نام خود را برای تمام عمر خود با حرف "K" نوشت.
او یکی از خانه‌های اجدادی خانواده، خانه بالیمتسکانلن در نزدیکی دانداک را از مادرش به ارث برد و تا زمانی که در سن ۱۰۲ سالگی به برونشیت مبتلا شد (تنها مشکل جدی سلامتی او) شخصاً بر نگهداری خانه و باغ نظارت داشت. این خانه در حال حاضر مبدل به یک هتل شده است.

## تصویرگری گیاهان

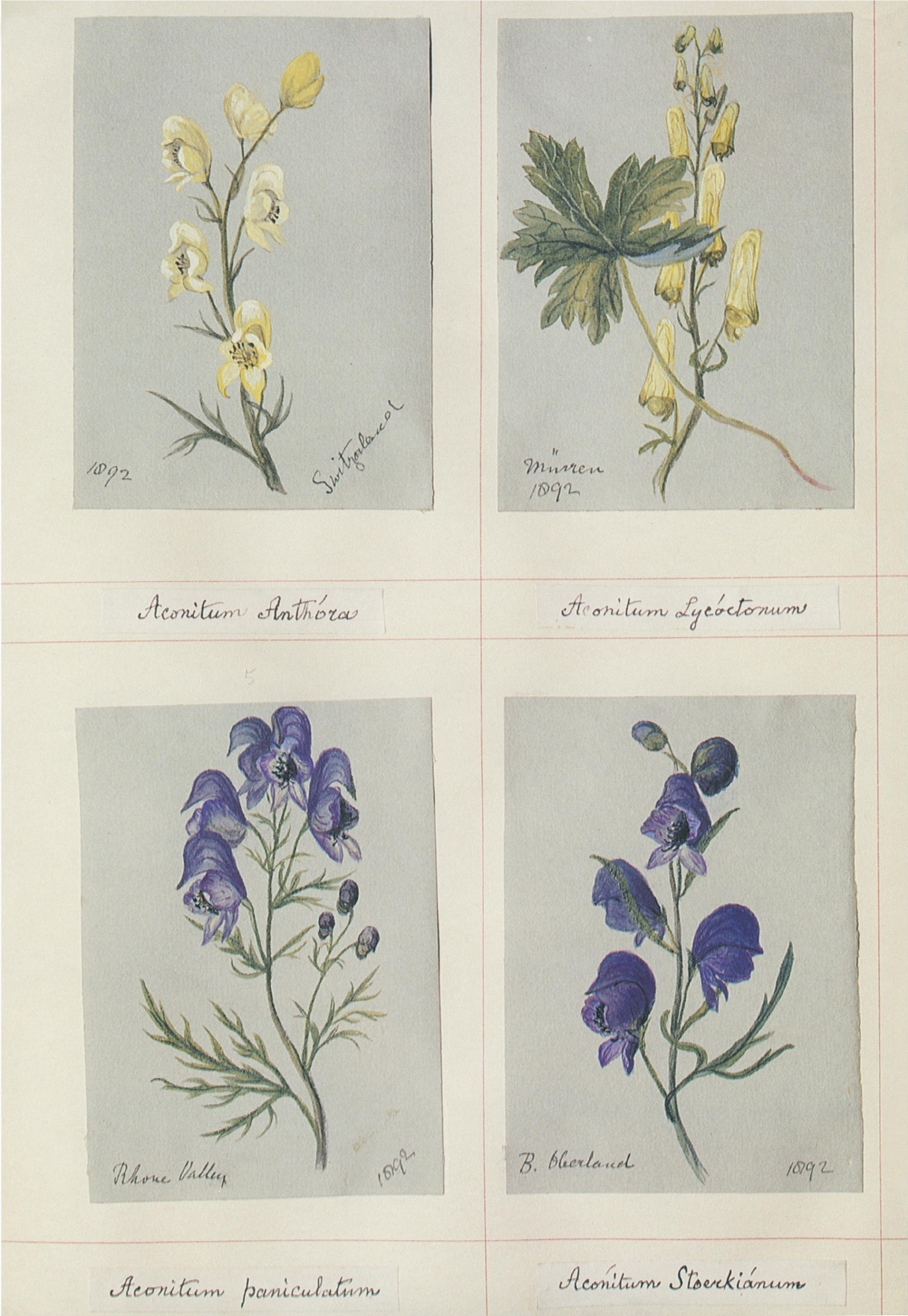
تصاویری از اقونیطون در گل‌های وحشی در طبیعت

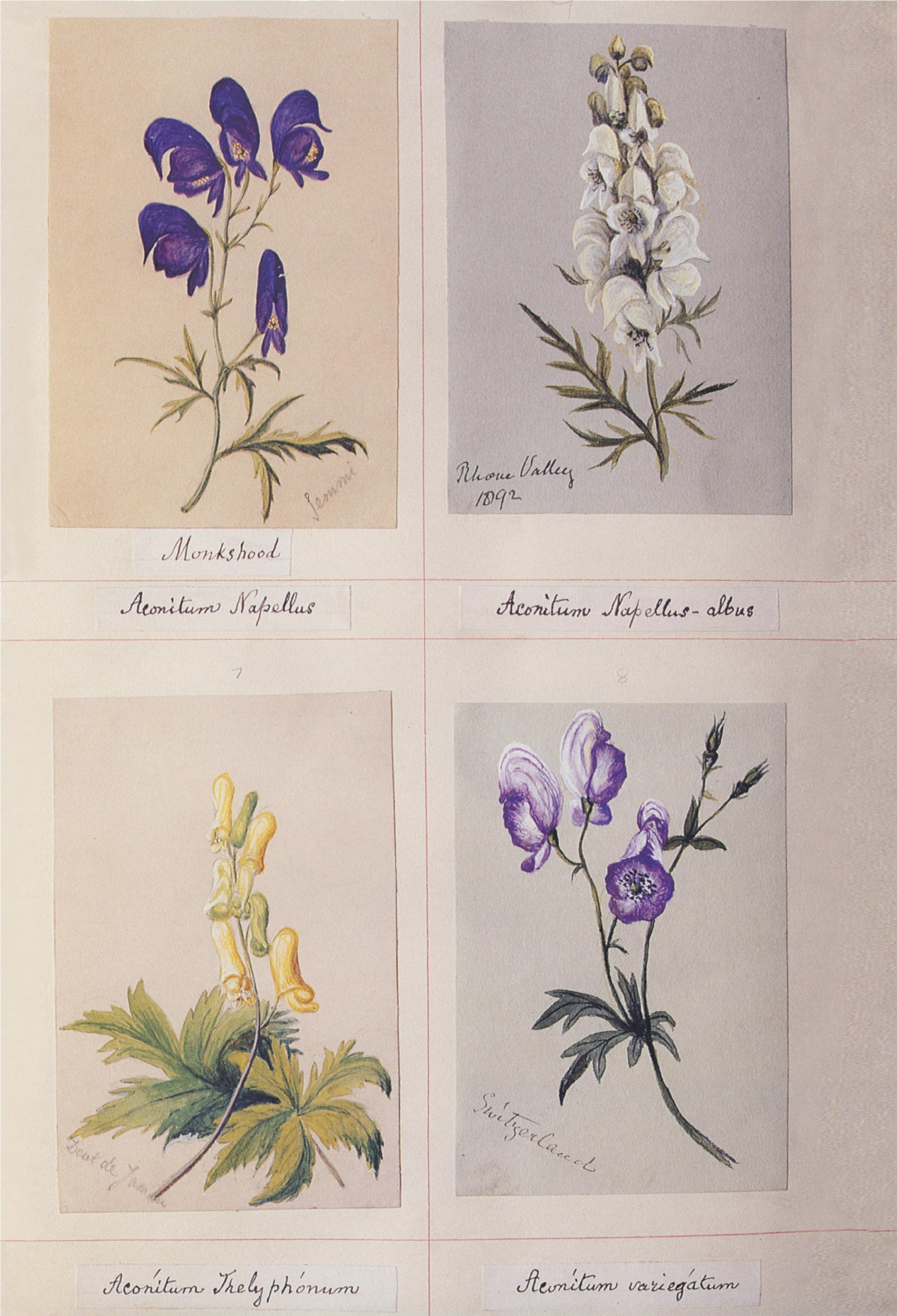

پلانکت با خواهر کوچکترش گرترود (۱۸۴۱–۱۹۲۴)، سفرهای زیادی کرد و تقریباً از تمام پایتخت‌های قاره اروپا بازدید کرد. او با خواهرش فردریکا تصاویر و طرح‌های زیادی از گل‌ها در فرانسه، ایتالیا، اسپانیا و آلمان و ایرلند کشید.
اینها تصاویر در کتابی به نام گلهای وحشی در طبیعت صحافی شدند که در سال ۱۹۰۳ به کالج سلطنتی علوم ارائه شد و بعداً به موزه علم و هنر در موزه ملی ایرلند منتقل شد. این کتاب در سال ۱۹۷۰ بخشی از مجموعه‌هایی بود که به باغ‌های گیاه‌شناسی ملی ایرلند در گلاسنوین منتقل شدند.

## رکورد طول عمر
با نگاه به گذشته پلانکت پس از مرگ دلینا فیلکینس در ۴ دسامبر ۱۹۲۸، زمانی که در سن ۱۰۸ سال و ۱۲ سالگی بود، به‌طور به عنوان مسن‌ترین فرد زنده جهان شناخته شد. در زمان مرگ پلانکت، او به عنوان مسن‌ترین فرد ایرلندی در تاریخ شناخته می‌شد و بیشتر از هر کس دیگری در دولت آزاد ایرلند و بریتانیا عمر کرد. در سن ۱۰۹ سالگی، او تلگرافی از پادشاه جرج پنجم دریافت کرد. تا سال ۱۹۷۰، یک شهروند بریتانیایی از سن او فراتر رفت، زمانی که «اِیدا گیدینگ رو» ۱۲ روز بیشتر از او زندگی کرد. او آخرین فرد زنده ای بود که نویسنده سِر والتر اسکات (۱۷۷۱–۱۸۳۲) را ملاقات کرده بود، و این اتفاق زمانی افتاد که او در خانه پدربزرگش در بری اقامت داشت و والتر اسکات برای دیدار آنها آمده بود.
نام پلانکت در اولین نسخهٔ کتاب رکوردهای جهانی گینس (منتشر شده در سال ۱۹۵۵) گنجانده شد و تنها ابرصدساله است که از آن زمان تاکنون توانسته است در برابر دقت نظر و بررسی‌های مداوم ویراستاران آن، همچنان در کتاب باقی بماند.
پلانکت عمر طولانی خود را به زندگی آرام و بی‌دغدغه خود نسبت داد. او در ۱۴ اکتبر ۱۹۳۲ درگذشت. مرگ او سه روز بعد در ریونزدیل، شهرستان لوث اتفاق افتاد و دلیلش را سنکوپ دانستند. درگذشت او در بسیاری از نشریات ایرلندی و در انگلیس در روزنامه تایمز منتشر شد. تلگراف تسلیت پادشاه جرج پنجم برای بستگان وی ارسال شد.